# Pseudoderomecus
Pseudoderomecus is een geslacht van kevers uit de familie  
kniptorren (Elateridae).
Het geslacht is voor het eerst wetenschappelijk beschreven in 1907 door Fleutiaux.

## Soorten
Het geslacht omvat de volgende soort:
- Pseudoderomecus fairmairei (Candèze, 1878)